# Pseudohemiodon laticeps
Pseudohemiodon laticeps (Псевдогеміодон пласкоголовий) — вид риб з роду Pseudohemiodon родини Лорікарієві ряду сомоподібні. Інші назви «плямистий псевдогеміодон», «парагвайський псевдогеміодон».

## Опис
Загальна довжина сягає 29,8 см. Голова велика, широка, сильно сплощена зверху. Морда на кінці округла. Очі крихітні. Найширше місце знаходиться за головою (становить до 40 % довжини риби). Рот широкий, його оточують численні ниткоподібні вусики. Тулуб витягнутий, сплощений. Спинний плавець високий, з короткою основою та 1 великим і довгим жорстким променем. Грудні та черевні плавці широкі. Хвостовий плавець широкий, верхня лопать закінчується довгим ниткоподібним променем.
Якщо поглянути на рибу збоку або спереду, її практично неможливо побачити. Цим сом завдячує неяскравому забарвленню. Спина й боки жовті або коричневі з численними коричневими цятками. Черево білого кольору.

## Спосіб життя
Зустрічається у помірній течії з піщаним ґрунтом. Одинак. Вдень закопується до піску, залишаються на поверхні лише очі. Активний у присмерку та вночі. Живиться дрібними безхребетними, у меншій мірі детритом.

## Розповсюдження
Мешкає у річках Парана, Уругвай і Парагвай.